# Phaéton (hippomobile)
Ne doit pas être confondu avec Phaéton (automobile).
Pour les articles homonymes, voir Phaéton.

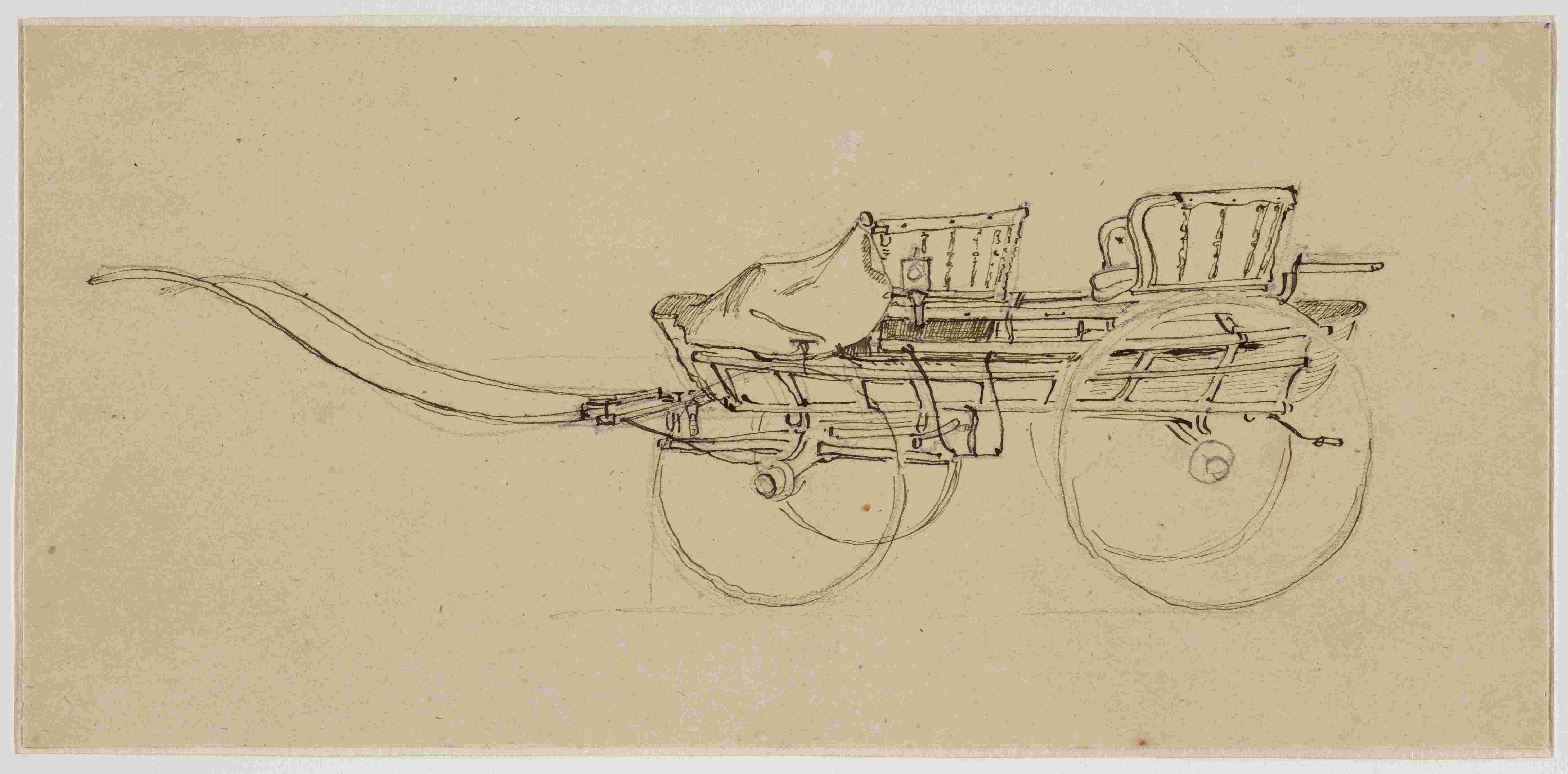
Croquis de phaéton par Ignace-François Bonhommé (1809 - 1881), au musée Féru des Sciences.

Le phaéton est une voiture hippomobile, à caisse ouverte haut perchée, à quatre roues.

## Caractéristiques
Le phaéton est apparu au XVIIe siècle et a beaucoup évolué au cours des siècles suivants. Il possède deux banquettes parallèles aux essieux, seule celle du conducteur, à l'avant, confortable, souvent en rotonde, a une capote. Le siège arrière est réservé à un ou deux domestiques. Le modèle le plus abouti est le Stanhope phaeton, créé pour Fitzroy Stanhope vers 1830. Le premier Stanhope était un cabriolet (gig) donc à deux roues, fabriqué par le célèbre Tilbury, créateur du cabriolet qui a conservé son nom. La forme américaine s'est appelée en France simplement américaine (vers 1840) puis le nom de spider s'est ensuite imposé (voir araignée).
Le phaéton, toujours mené par son propriétaire, était destiné aux sorties en ville ou à la campagne.
Le nom du phaéton vient du personnage mythologique Phaéton, cocher du char du soleil.
Léger, attelé au moins de deux chevaux, haut sur roues (d'où le nom de high-flyer sous lequel on le connaît également en Angleterre), le phaéton était considéré comme un véhicule rapide, plutôt aristocratique, mais dangereux du fait de sa vitesse et de sa hauteur sur roues, qui le faisaient souvent verser.
Le mail-phaéton est ainsi nommé pour sa suspension très souple et très confortable comparable à celle des mail-coaches anglais.

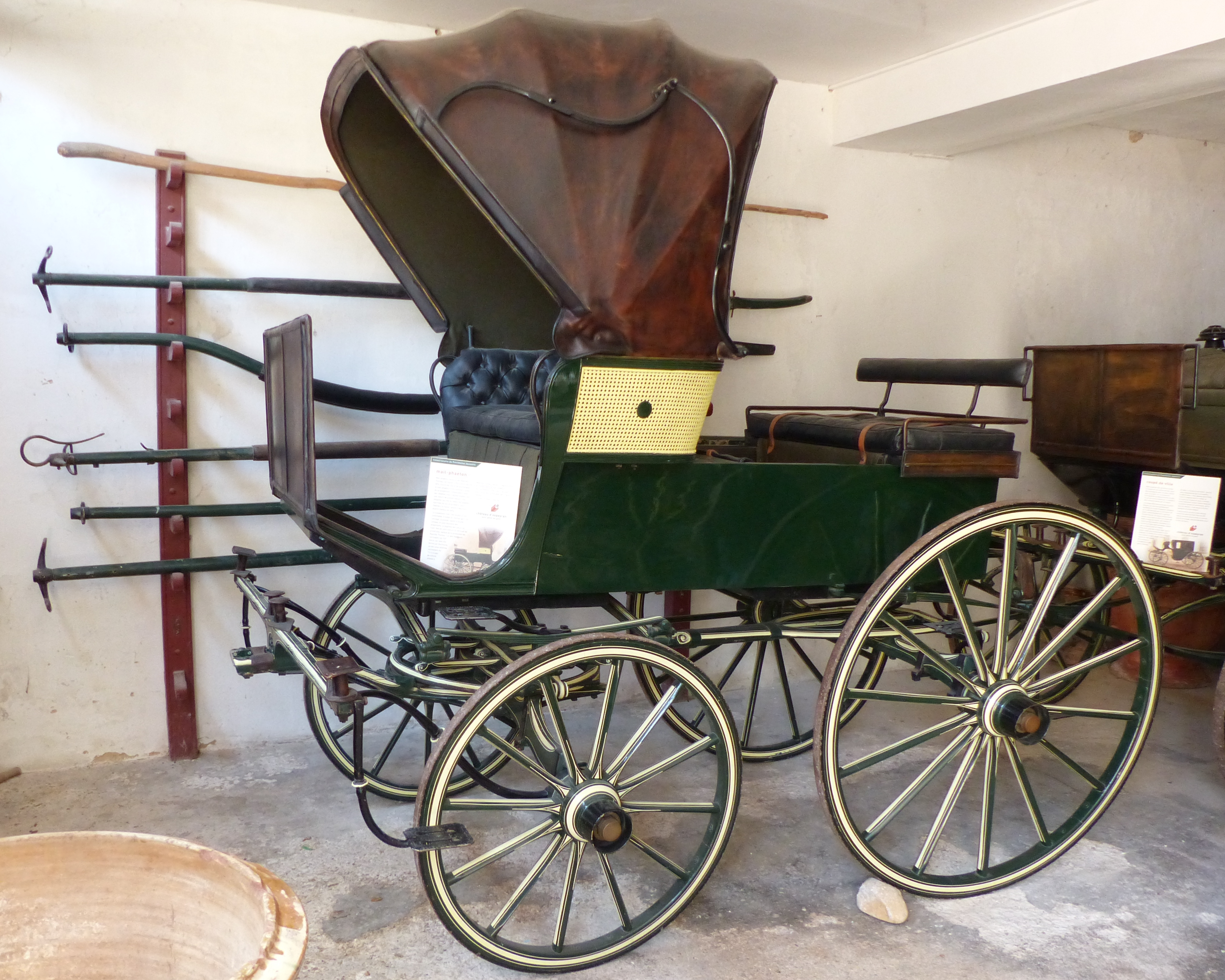
mail-phaéton de la famille Sabatier d'Espeyran
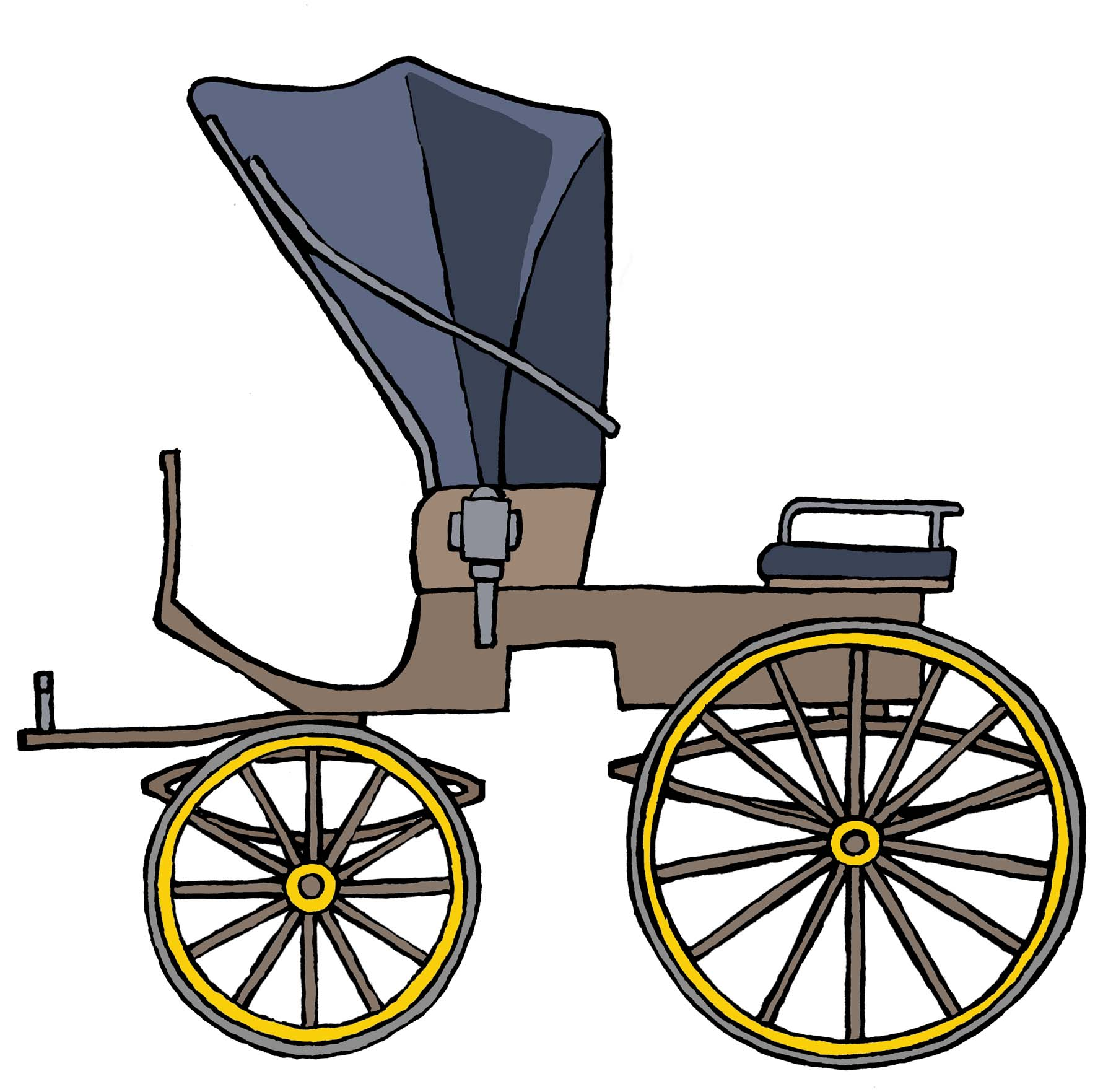
Phaéton stanhope par Jean-Claude Pertuzé
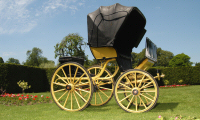
Phaéton de Lord Lonsdale (ca 1900), Mossman Carriage Collection, (U.K.)